# Дієго Корралес
Дієго Корралес (англ. Diego Corrales, 25 серпня  1977 року, Сакраменто, США —7 травня 2007 року, Лас-Вегас, США) — американський боксер-професіонал, який виступав в 2-й напівлегкій (Super Featherweight) ваговій категорії. Екс-чемпіон світу за версіями IBF, WBO,WBC. Був  нетипово високим у своїй ваговій категорії, зріст 179 см.

## Смерть
Загинув 7 травня 2007 року в автомобільній катастрофі. Ввечері 7 травня, приблизно о 22:00, Корралес на своєму мотоциклі, на високій  швидкості,  зіткнувся з автомобілем.